# حفيظة شاوش
حفيظة شاوش هي مجدفة جزائرية وُلدت في 17 سبتمبر 1982، ومثلت الجزائر في دورة الألعاب الإفريقية عام 2007.

## المشاركات والميداليات
شاركت حفيظة شاوش في عام 2007 في دورة الألعاب الإفريقية، والتي أقيمت في مدينة الجزائر بالجزائر حيث تمكنت من الفوز بالميدالية الذهبية برفقة مواطنتها بسمة الدريس في سباق التجديف المزدوج لزوجي السيدات، كما فازت بالميدالية الفضية برفقة مواطنتها أمينة روبة في سباق التجديف المزدوج خفيف الوزن لزوجي السيدات، شاركت حفيظة شاوش في عدة نسخ من بطولة إفريقيا للتجديف وحصلت منها على العديد من الميداليات والألقاب كان آخرها الميدالية الفضية التي حصلت عليها مع زميلتها بسمة الدريس في منافسات التجديف المزدوج لزوجي السيدات، والميدالية البرونزية في سباق التجديف الفردي لفردي السيدات في بطولة إفريقيا للتجديف عام 2005. ويوضح الجدول التالي أهم المُسابقات والبطولات التي شاركت فيها حفيظة شاوش، وأبرز الميداليات والألقاب التي حققتها في البطولات والمسابقات المختلفة:
| العام | المسابقة               | المكان                   | المنافسات                                | الترتيب/الميدالية                   | ملاحظات                                      |
| ----- | ---------------------- | ------------------------ | ---------------------------------------- | ----------------------------------- | -------------------------------------------- |
| 2005  | بطولة إفريقيا للتجديف  | تونس العاصمة، تونس       | المجداف الفردي خفيف الوزن - فردي للسيدات | المركز الثالث (الميدالية البرونزية) |                                              |
| 2005  | بطولة إفريقيا للتجديف  | تونس العاصمة، تونس       | المجذاف المزدوج - زوجي السيدات           | المركز الثاني (الميدالية الفضية)    |                                              |
| 2007  | دورة الألعاب الإفريقية | الجزائر العاصمة، الجزائر | المجذاف المزدوج - زوجي السيدات           | المركز الأول (الميدالية الذهبية)    | فازت بالمركز الأول برفقة زميلتها بسمة الدريس |
| 2007  | دورة الألعاب الإفريقية | الجزائر العاصمة، الجزائر | المجداف الفردي خفيف الوزن - زوجي للسيدات | المركز الثاني (الميدالية الفضية)    | فازت بالمركز الثاني برفقة زميلتها أمينة روبة |
| 2007  | دورة الألعاب العربية   | القاهرة، مصر             | المجداف الفردي خفيف الوزن - زوجي للسيدات | المركز الثاني (الميدالية الفضية)    | فازت بالمركز الثاني مع زميلتها سمية إدريس    |